# Johann Josef Makloth

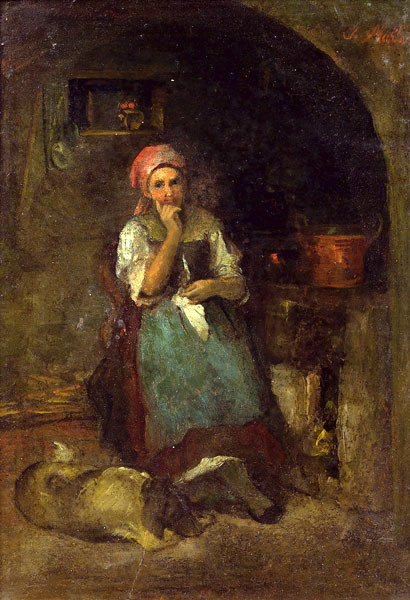
Rast am Herd (Öl auf Holz)

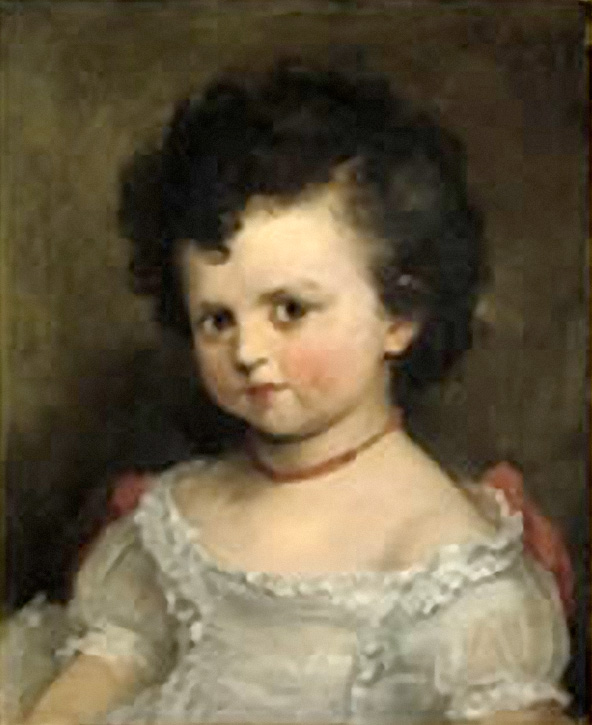
Mädchen-Porträt, Prinzessin Adelgunde von Bayern

Johann Josef Makloth (* 1846 in Tschagguns; † 1908 in München) war ein österreichischer Maler.

## Leben
Johann Josef Makloth wuchs als Bauernjunge in Vorarlberg, im Montafon, in einfachen Verhältnissen auf und begann 1866 mit 20 Jahren seine Ausbildung an der Königlichen Kunstakademie in München bei Alexander Strähuber, Hermann Anschütz, Alexander von Wagner und Wilhelm Diez.
Dort wurden ihm die wichtigsten Grundlagen für die realistische Landschaftsmalerei vermittelt.
Er studierte mit seinem Freund Jakob Jehly in München, beide Vorarlberger Maler waren später noch lange in Freundschaft verbunden.
1873 stellte Makloth sein erstes Bild im Kunstverein aus.